# Ilme
Ilme este o arie protejată (sit de importanță comunitară — SCI) din Germania întinsă pe o suprafață de 705,78 ha, integral pe uscat.

## Localizare
Centrul sitului Ilme este situat la coordonatele 51°46′04″N 9°46′51″E / 51.7678°N 9.7808°E.

## Înființare
Situl Ilme a fost declarat sit de importanță comunitară în iunie 2000 pentru a proteja 2 specii de animale.

## Biodiversitate
Situată în ecoregiunea continentală, aria protejată conține 6 habitate naturale: Cursuri de apă de la nivel de câmpie la nivel montan, cu vegetație Ranunculion fluitantis și Callitricho-Batrachion, Liziere de ierburi înalte hidrofile de câmpie și de nivel montan până la alpin, Mlaștini turboase de tranziție și turbării mișcătoare, Păduri de fag Luzulo-Fagetum, Mlaștini împădurite, Păduri aluvionare cu Alnus glutinosa și Fraxinus excelsior (Alno-Padion, Alnion incanae, Salicion albae).
La baza desemnării sitului se află mai multe specii protejate:
- amfibieni (1): triton cu creastă (Triturus cristatus)
- pești (1): cicar (Lampetra planeri)